# Oostelijke Eilanden
Les Oostelijke Eilanden (« Îles de l'est » en néerlandais) constituent un quartier de l'arrondissement Centrum d'Amsterdam, aux Pays-Bas. Délimité par le Oostelijk Havengebied au nord, il se compose des trois îles de Kattenburg, Wittenburg  et Oostenburg. Elles furent aménagées vers 1650, en partie en gagnant du terrain sur l'IJ, et en partie en creusant les anciennes prairies situées à l'est de la ville médiévale. Le quartier de Czaar Peterbuurt y est également rattaché, bien qu'il ne soit pas une île, et que sa construction remonte au XIXe siècle. La Oosterkerk, église protestante historique d'Amsterdam, est située dans le quartier.

## Galerie

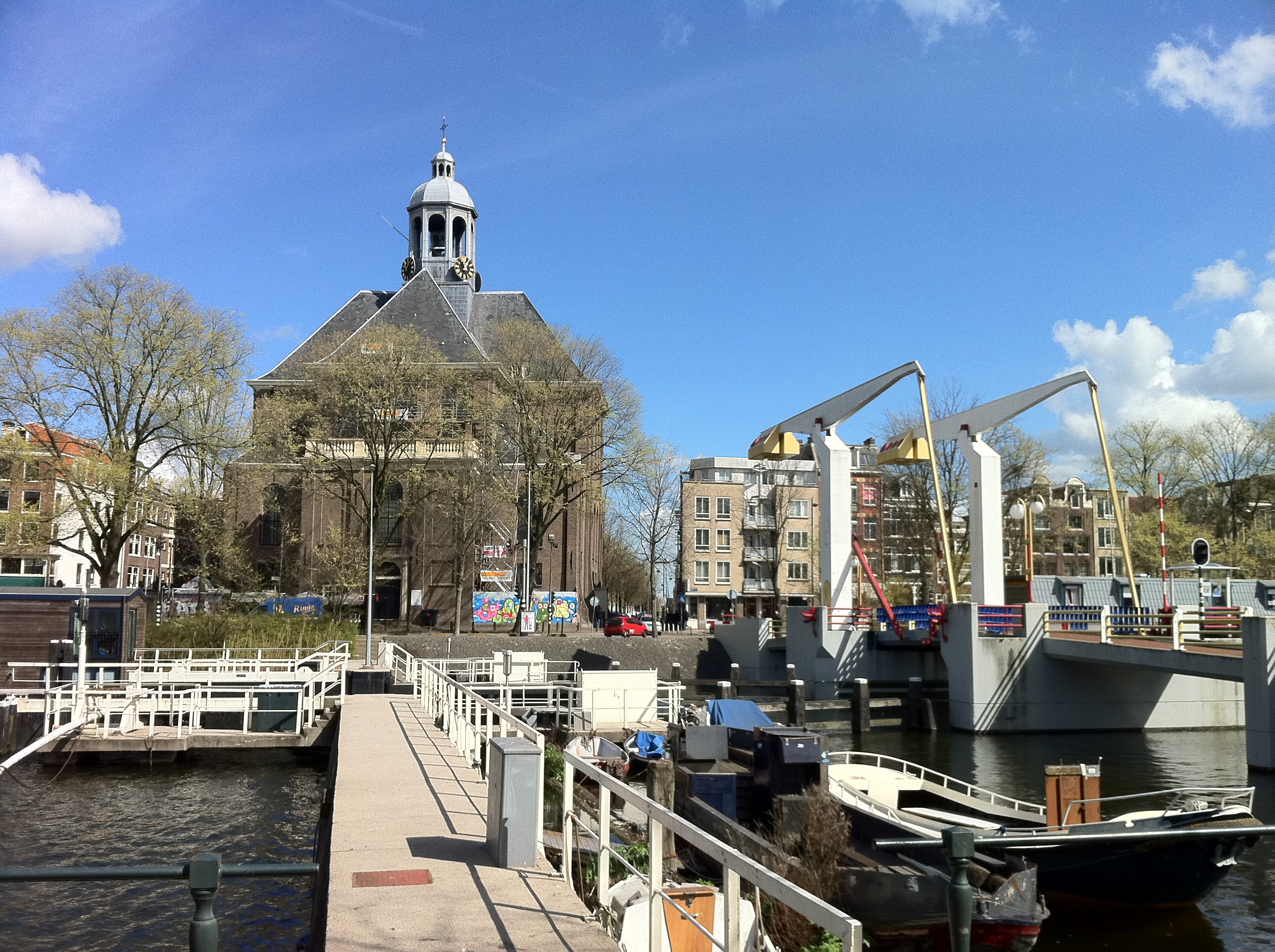
La place devant la Oosterkerk.
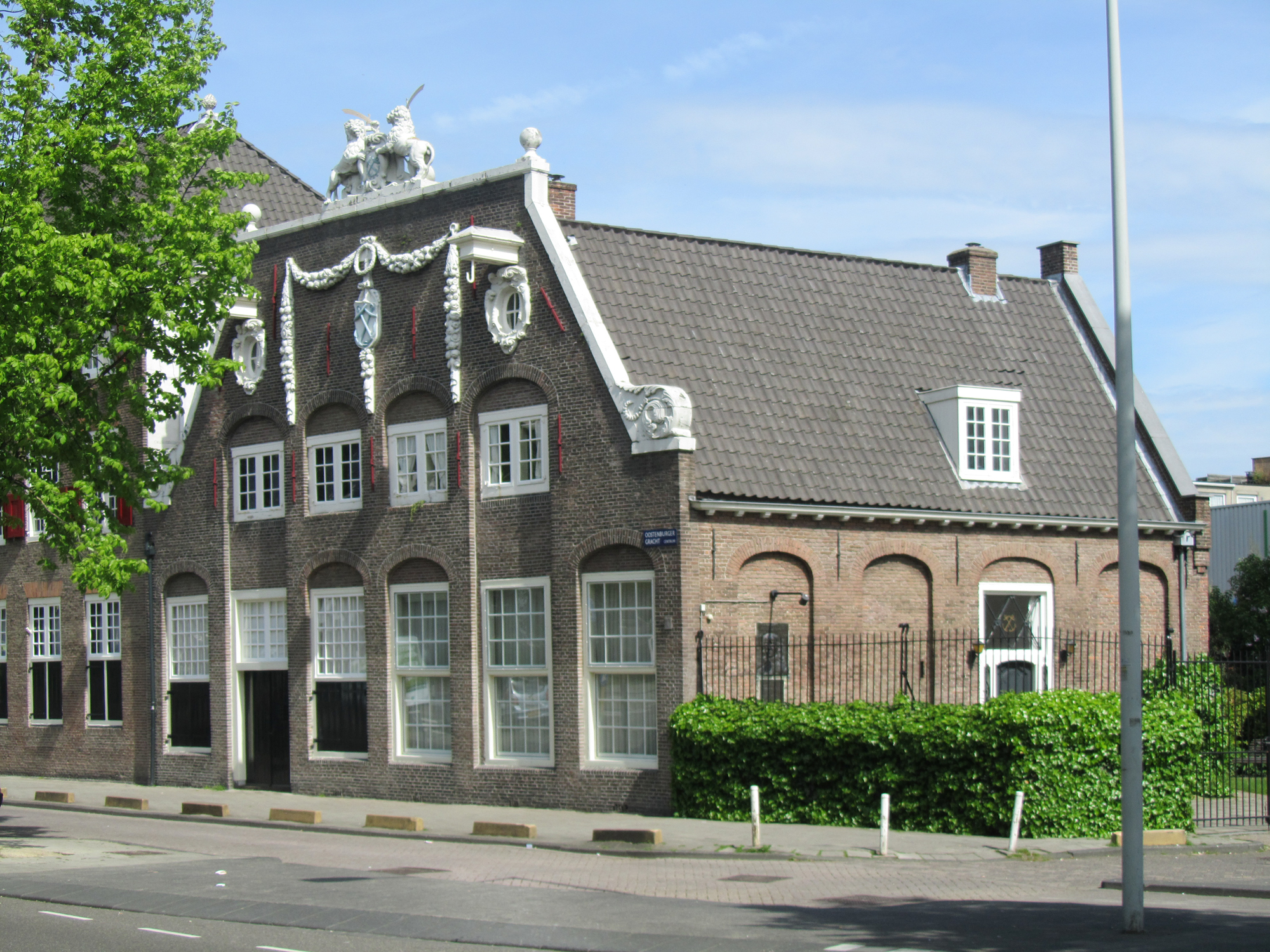
Het Werkspoormuseum.
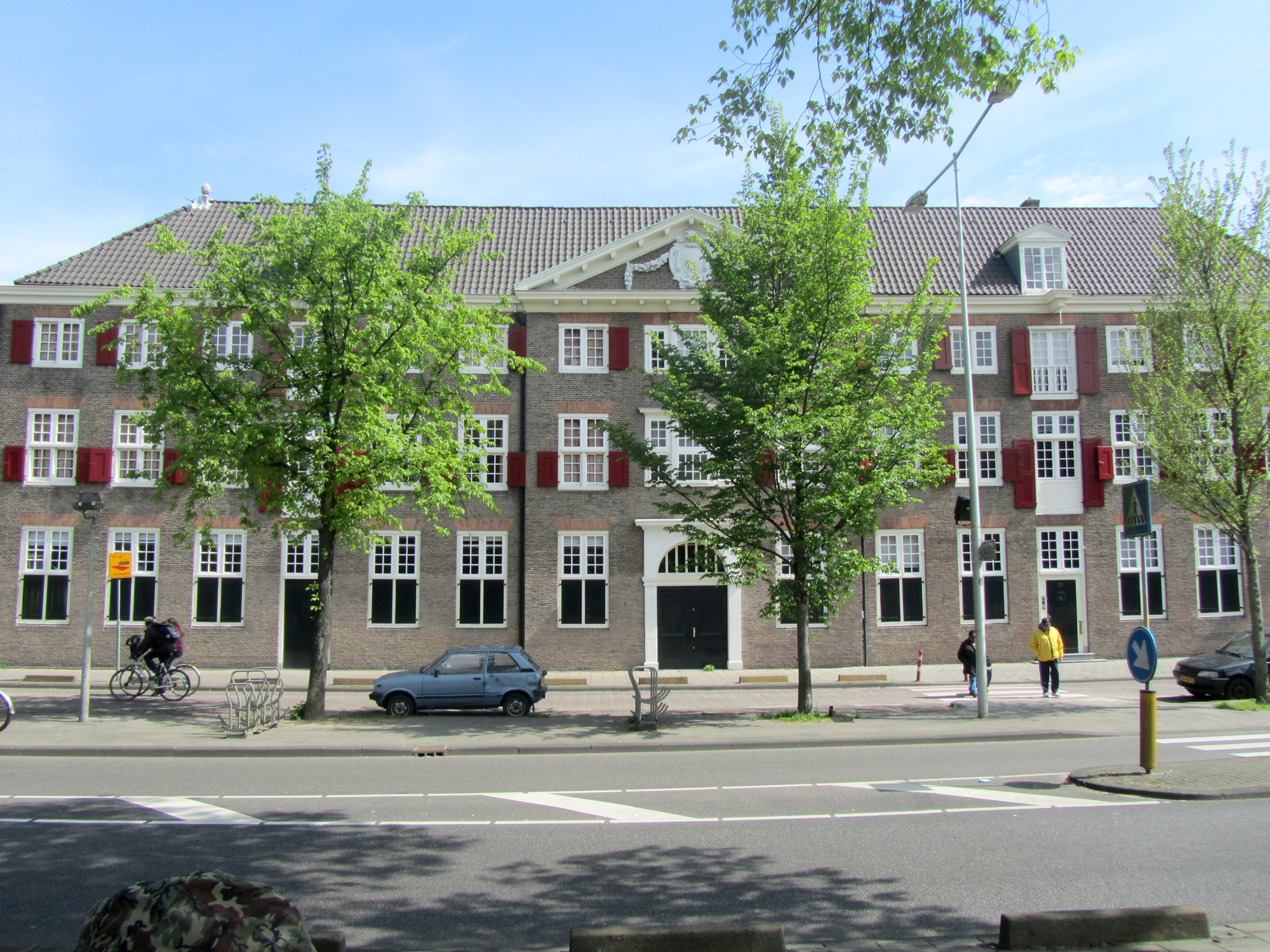
Autre façade du Werkspoormuseum.
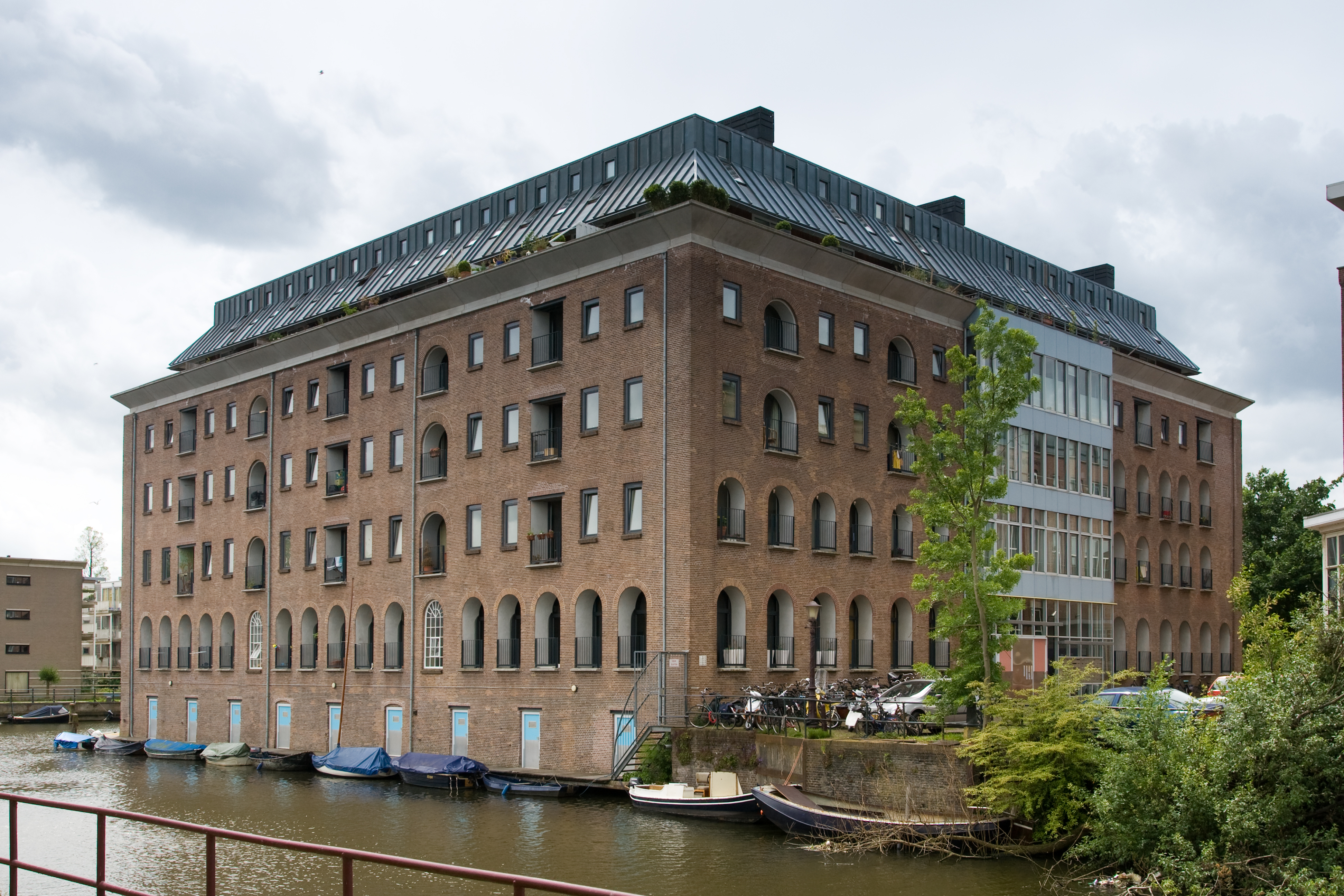
Anciens locaux de la Compagnie néerlandaise des Indes orientales sur l'île d'Oostenburg, réhabilités en appartements.